# خیابان بهار شیراز
 خیابان بهار شیراز 

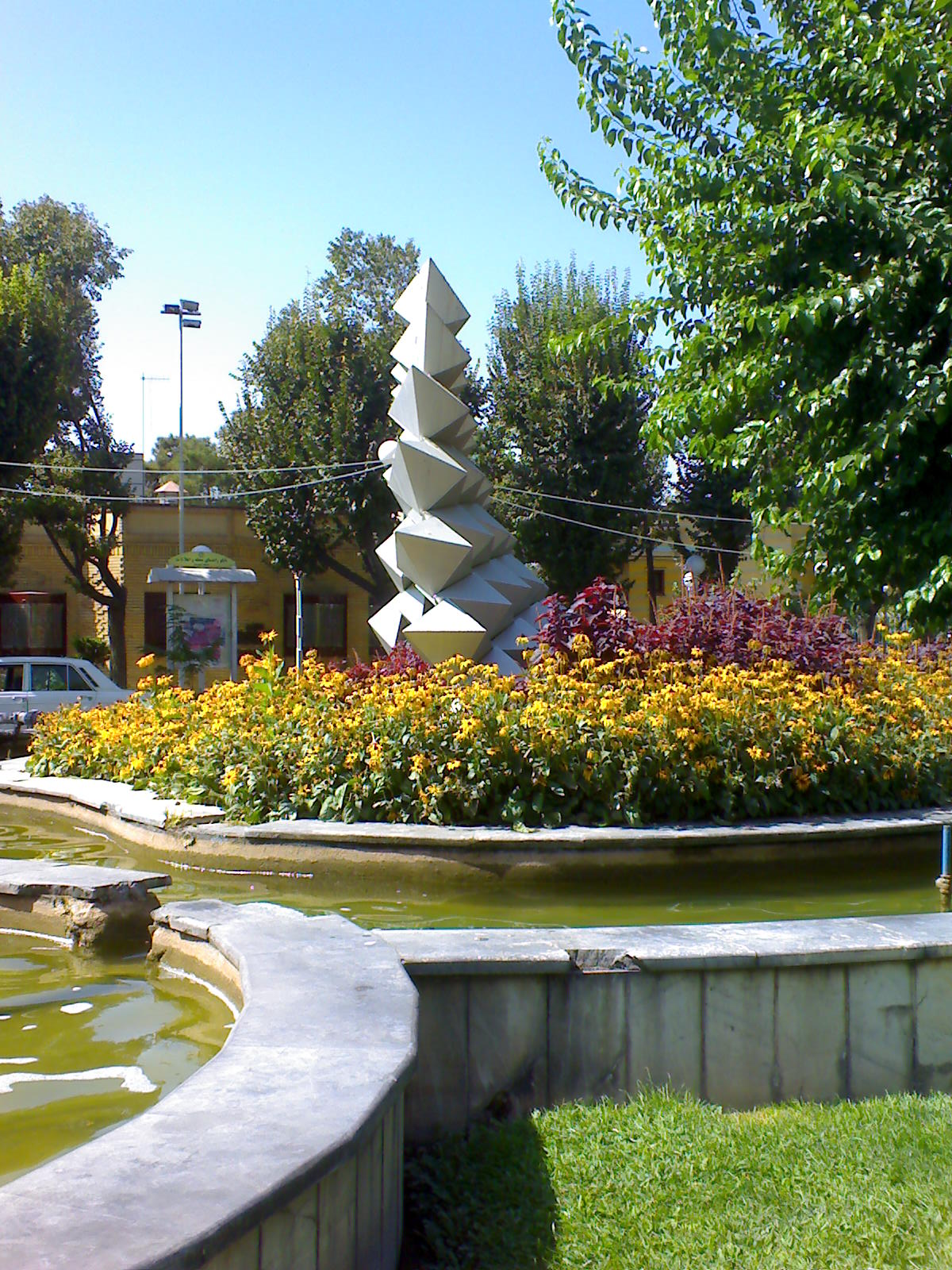
میدان بهار شیراز.

خیابانی است که در منطقهٔ ۷ شهرداری تهران و در شمال شرقی میدان هفت تیر واقع شده‌است. خیابان بهار شیراز، خیابان امیراتابک ( سلیمان خاطر )، خیابان سهروردی، خیابان بهارشمالی را قطع کرده و به خیابان شریعتی می رسد.
پارک بهار و موزهٔ عکس‌خانهٔ شهر از اماکن مهم این خیابان هستند.